# Públio Múcio Cévola (cônsul em 175 a.C.)
Públio Múcio Cévola (em latim: Publius Mucius Scaevola) foi um político da gente Múcia da República Romana eleito cônsul em 175 a.C. com Marco Emílio Lépido. Era filho de Quinto Múcio Cévola, pretor da Sardenha em 215 a.C., e irmão de Quinto Múcio Cévola, cônsul no ano seguinte. Públio Múcio Cévola, cônsul em 133 a.C., e Públio Licínio Crasso Dives Muciano, cônsul em 131 a.C., eram seus filhos.

## Primeiros anos
Em 179 a.C., Cévola foi eleito pretor urbano e seu irmão, Quinto Cévola, pretor.

## Consulado (175 a.C.)
Foi eleito cônsul em 175 a.C. com Marco Emílio Lépido e recebeu a Ligúria como província consular, lutando contra as tribos que atacavam as cidades de Luni e Pisae. Por suas vitórias, conseguiu um triunfo.